# (15003) Midori
(15003) Midori (1997 XC10) – planetoida z pasa głównego asteroid okrążająca Słońce w ciągu 5,17 lat w średniej odległości 2,99 j.a. Odkryta 5 grudnia 1997 roku.